# Nowa Góra (gmina)

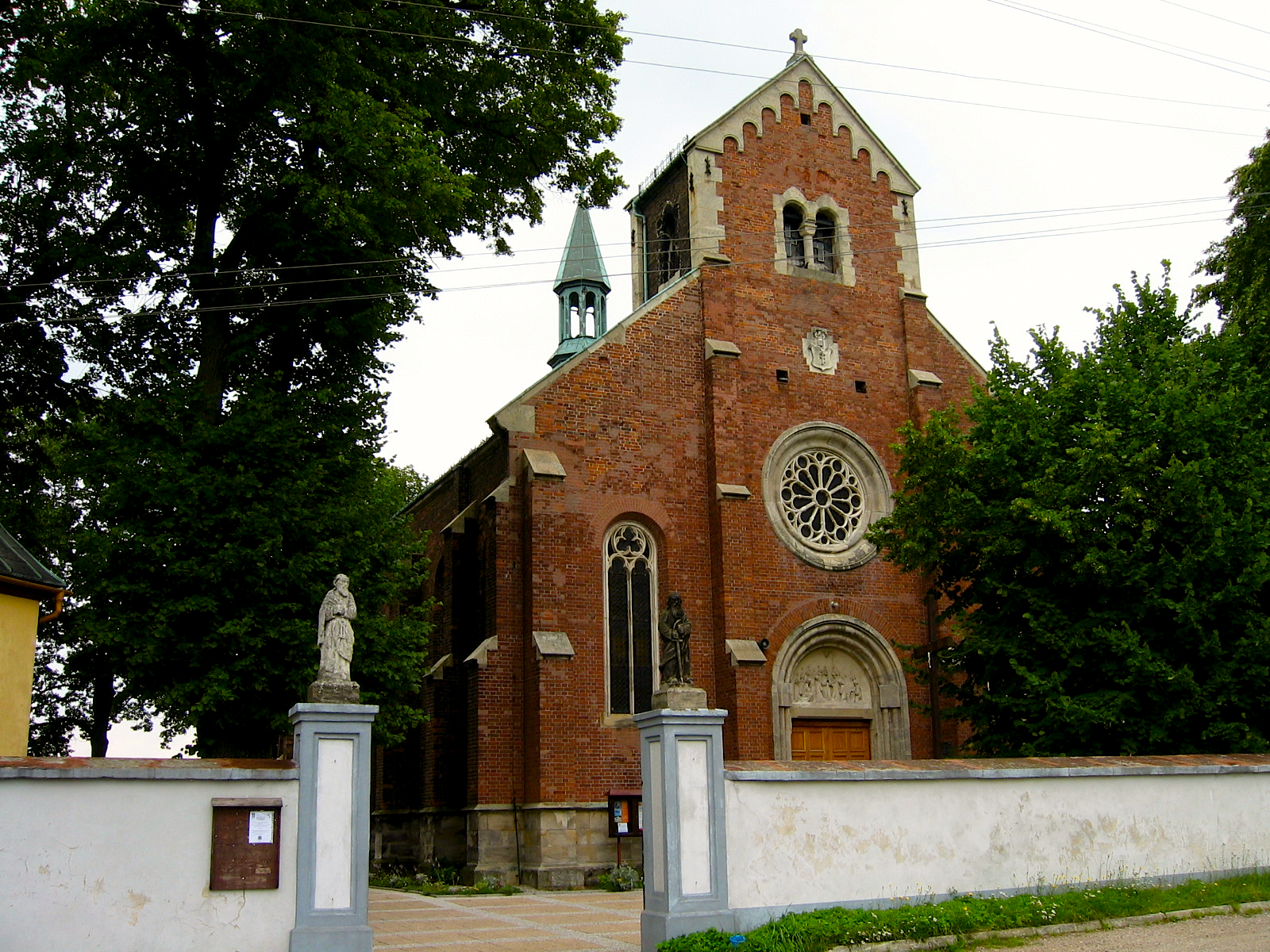
Kościół w Nowej Górze

Nowa Góra – dawna gmina wiejska istniejąca w latach 1934–1954 i 1973–1976 w woj. krakowskim (dzisiejsze woj. małopolskie). Siedzibą władz gminy była Nowa Góra.
Gmina zbiorowa Nowa Góra została utworzona 1 sierpnia 1934 roku w powiecie chrzanowskim w woj. krakowskim z dotychczasowych jednostkowych gmin wiejskich: Filipowice, Lgota, Miękina, Nowa Góra i Ostrężnica.
Podczas okupacji hitlerowskiej znalazła się na krańcach GG i została przedzielona granicą (Nowa Góra była w GG). W 1940 została zniesiona, wchodząc w skład gminy Kressendorf (powiat krakowski). Po wojnie przywrócona.
Według stanu z dnia 1 lipca 1952 roku gmina składała się z 5 gromad: Filipowice, Lgota, Miękina, Nowa Góra i Ostrężnica. Jednostka została zniesiona 29 września 1954 roku wraz z reformą wprowadzającą gromady w miejsce gmin. 
Gmina została reaktywowana w dniu 1 stycznia 1973 roku w tymże powiecie i województwie. 1 czerwca 1975 roku gmina znalazła się w nowo utworzonym woj. miejskim krakowskim. 15 stycznia 1976 roku gmina została zniesiona przez połączenie z (również znoszoną) gminą Tenczynek i dotychczasową gminą Krzeszowice w nową gminę Krzeszowice.